# Compagnie de la mer du Sud
La Compagnie de la mer du Sud (en anglais : South Sea Company) était une société de commerce au long cours fondée en 1711 en Angleterre par le Britannique Robert Harley (alors chef du parti Tory). Spécialisée dans la guerre de course, elle succombe à la spéculation boursière et sa disparition prélude l'éclatement de la bulle financière de 1720.

## Histoire

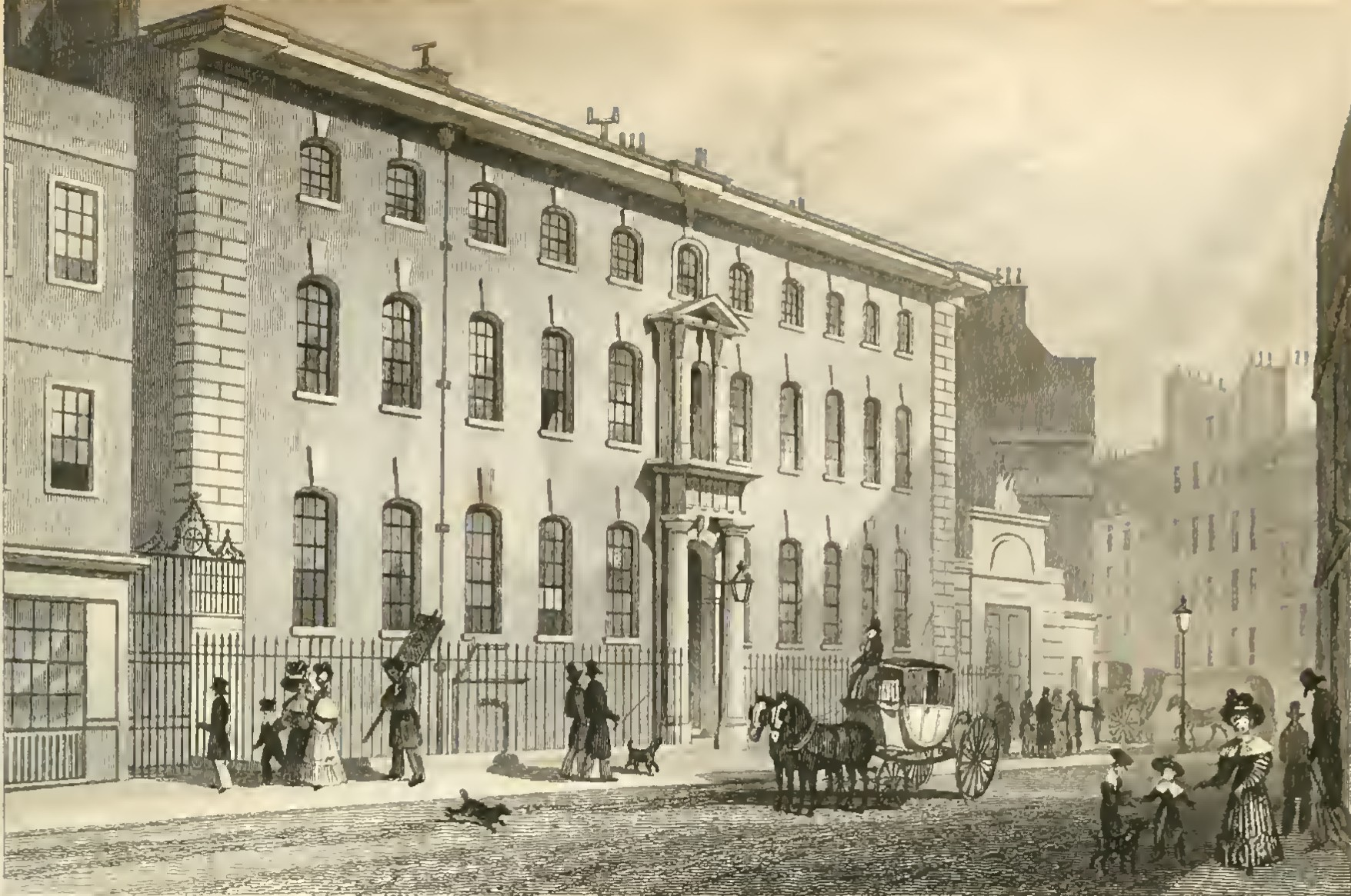
Le siège de la Compagnie dans le quartier de la City à Londres.

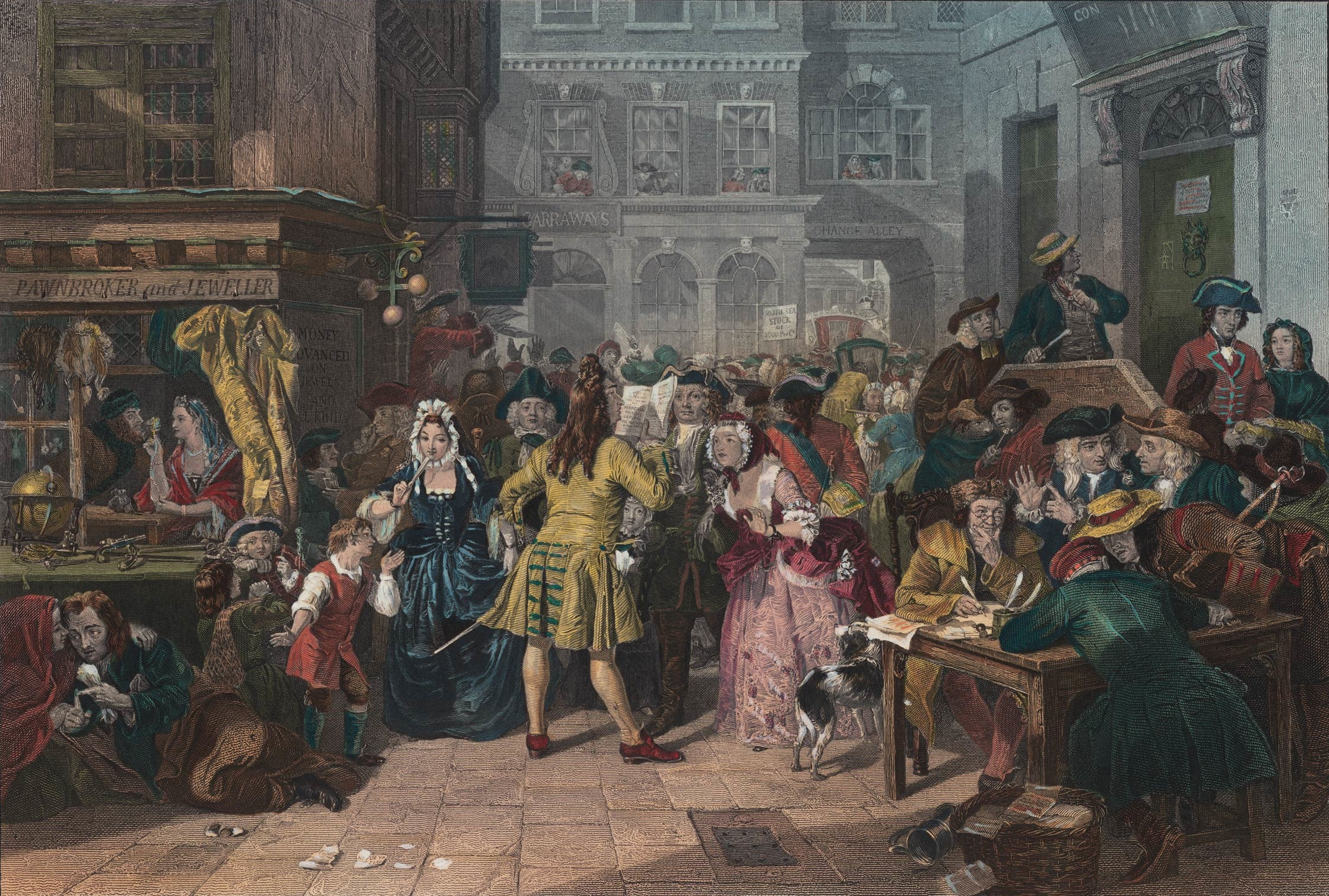
« Scène de la bulle spéculative des Mers du Sud, dans le style de Hogarth », par Edward Matthew Ward (1816-1879).

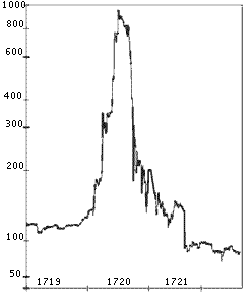
Cours de la Compagnie de la mer du Sud à l'origine du krach de 1720.

La Compagnie de la mer du Sud se voit confier le monopole sur le commerce avec les colonies espagnoles en Amérique, appelé asiento, et vise en particulier les établissements de la côte Pacifique, au Pérou et en Équateur, d'où les galions reviennent chargés d'or. Les expéditions des corsaires malouins dans les Mers du Sud ont aiguisé les appétits.
Ce monopole suppose des concessions commerciales favorables à la Grande-Bretagne à la suite de la guerre de Succession d'Espagne, que Harley espère obtenir en entamant des négociations secrètes avec l'Espagne. En contrepartie du monopole, la Compagnie de la mer du Sud accepte d'échanger dix millions de livres en bons du trésor contre des actions à un taux d'intérêt de 6 %, une proposition réconfortante pour ses investisseurs puisqu'elle a ainsi la garantie d'une rente perpétuelle.

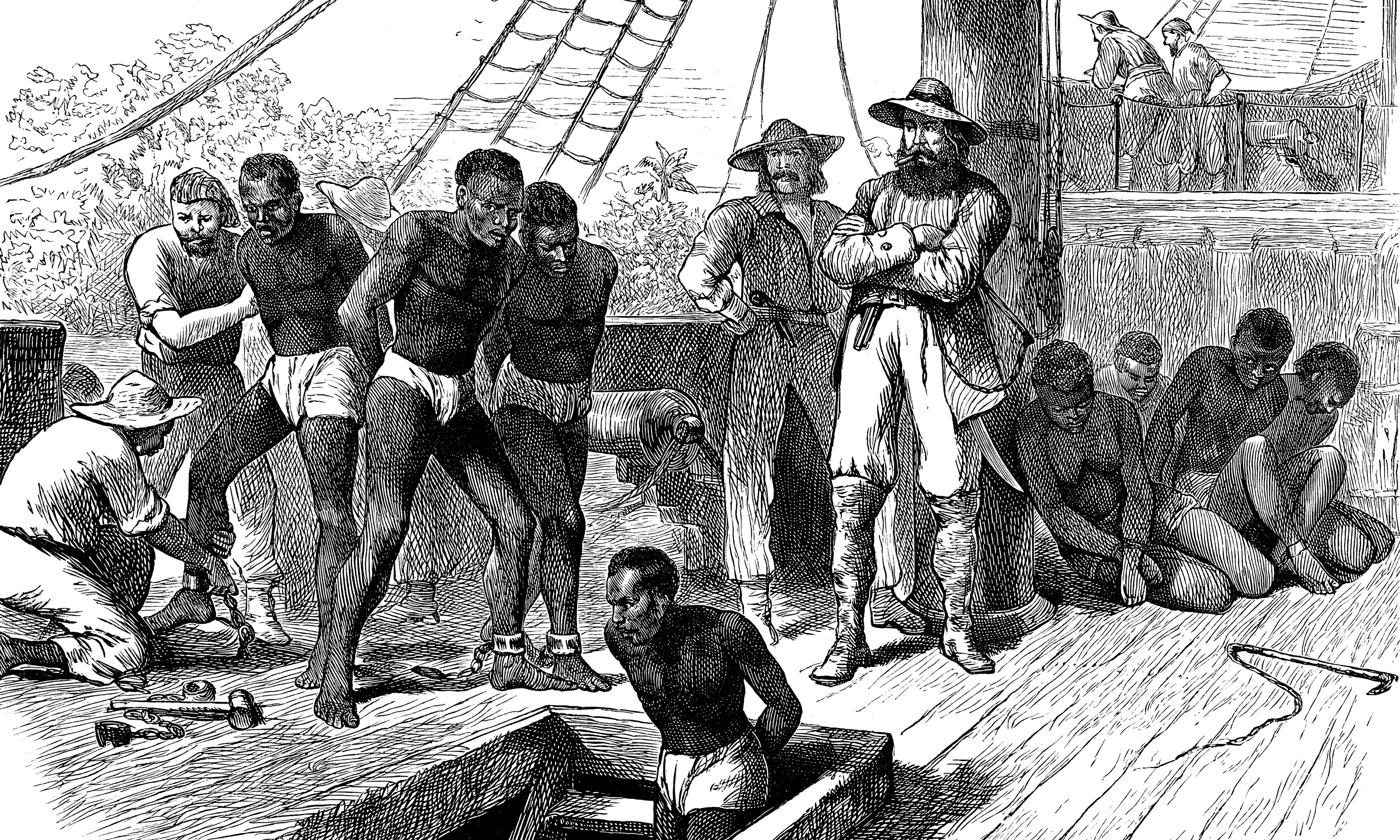
Esclaves africains embarqués à bord d'un navire négrier.

Dès juillet 1713, un accord est signé avec la Royal African Company pour transporter des esclaves en Jamaïque. Au total, la compagnie de la mer du Sud organise la déportation de près de 34 000 captifs.

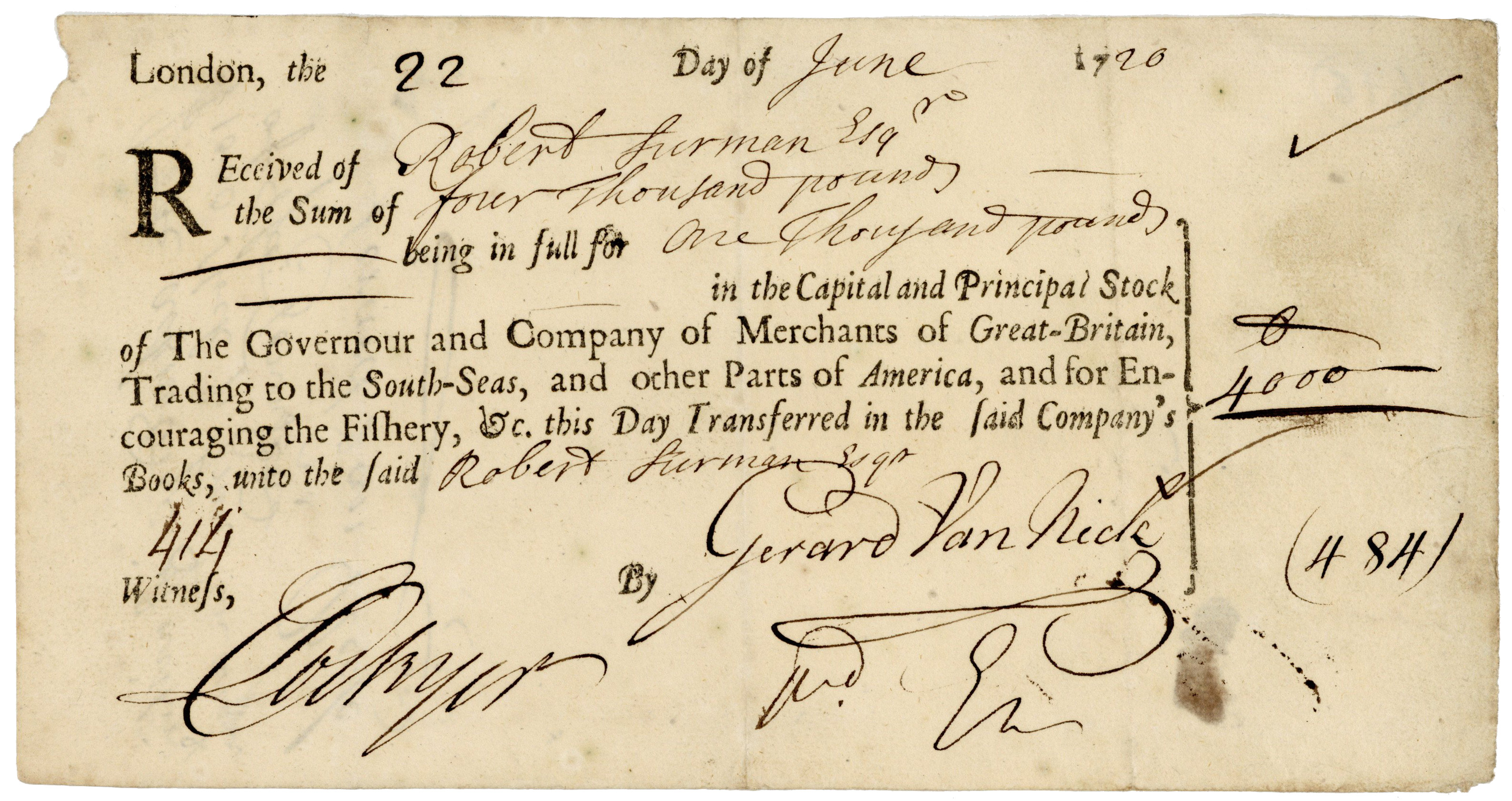
Action de la South Sea Company de 1 000 £ (10 shares de 100 £ chacune), émise à Londres le 22 juin 1720, payée 4 000 £ au cours de bourse de ce jour-là, soit 400 pour cent.

Les fondateurs de la compagnie tablent sur un attrait spéculatif renforcé par les récits des corsaires et flibustiers qui se multiplient au moment du rendez-vous de l'île d'Or, vingt ans plus tôt, et se diffusent progressivement en Europe, suscitant aussi les appétits financiers lors du lancement en 1696 par William Paterson du Projet Darién, qui a eu un large succès en Écosse mais s'est terminé par un fiasco en 1700 face à l'opposition militaire des espagnols.

Au même moment en France, John Law prépare un pari spéculatif assez proche en lançant un peu plus tard la Compagnie d'Occident, au moment où les corsaires malouins ont, eux aussi, su tirer des richesses des mers du sud, c'est-à-dire des côtes pacifiques de l'empire espagnol.
La Compagnie de la mer du Sud sera l'objet d'une puissante spéculation qui s'achève sur la place de Londres par le krach de 1720, à peu près au même moment que la banqueroute du système de Law à Paris.
Après une restructuration, cette entreprise prospéra jusqu'au XIXe siècle.[à développer]

## Quelques actionnaires de la Compagnie
- George Berkeley acquiert environ 880 £ d'actions pendant l'été 1725[4].
- Jean de Fonvive achète pour un millier de livres sterling d'actions en 1720, après avoir abandonné son poste d'éditorialiste-fondateur du journal Post Man[5].
- Isaac Newton a raconté cette expérience dans ses livres[Lesquels ?].

## Administrateurs de la compagnie
- George Pitt (1663-1735), un des fondateurs et administrateur de 1711 à 1718.